# Villa Giusti (Firenze)
Villa Giusti (o Il Palagio) è un edificio storico di Firenze, situato in via Tagliamento 4, zona di Sorgane. È sede del Quartiere 3 di Firenze.

## Storia e descrizione
Già casa da signore medievale della famiglia Quaratesi, si trovava in aperta campagna, ed era il fulcro delle attività agricole nei poderi circostanti. Nei secoli fu oggetto di molte trasformazioni e passaggi di proprietà, per cui dell'impianto antico restano oggi solo il portale, le finestre inginocchiate, una colonna e parte degli archi nel primo cortile, una fontanella in pietra sul retro. Ai primi del Novecento appartenne al musicista don Lorenzo Perosi, poi alla famiglia Giusti, e infine al Comune di Firenze.
L'edificio si articola attorno a due cortili, uno dei quali ha un aspetto monumentale, con portici archiacuti retto da pilastri, probabilmente della fine del Settecento ma legato a una preesistenza.